# The Aquanaut
The Aquabaut est un film canadien réalisé par Michel Murray, sorti en 1991.

## Synopsis
}

## Distribution
- Jean L'Italien
- Marie-Josée Gauthier